# Mouvement serbe du renouveau
Le Mouvement serbe du renouveau (en serbe cyrillique : Српски покрет обнове ; en serbe latin : Srpski pokret obnove ; en abrégé : SPO) est un parti politique monarchiste serbe fondé en 1990. Il a son siège à Belgrade et est présidé par Aleksandar Cvetković depuis 2024.

## Historique

### Années 1990

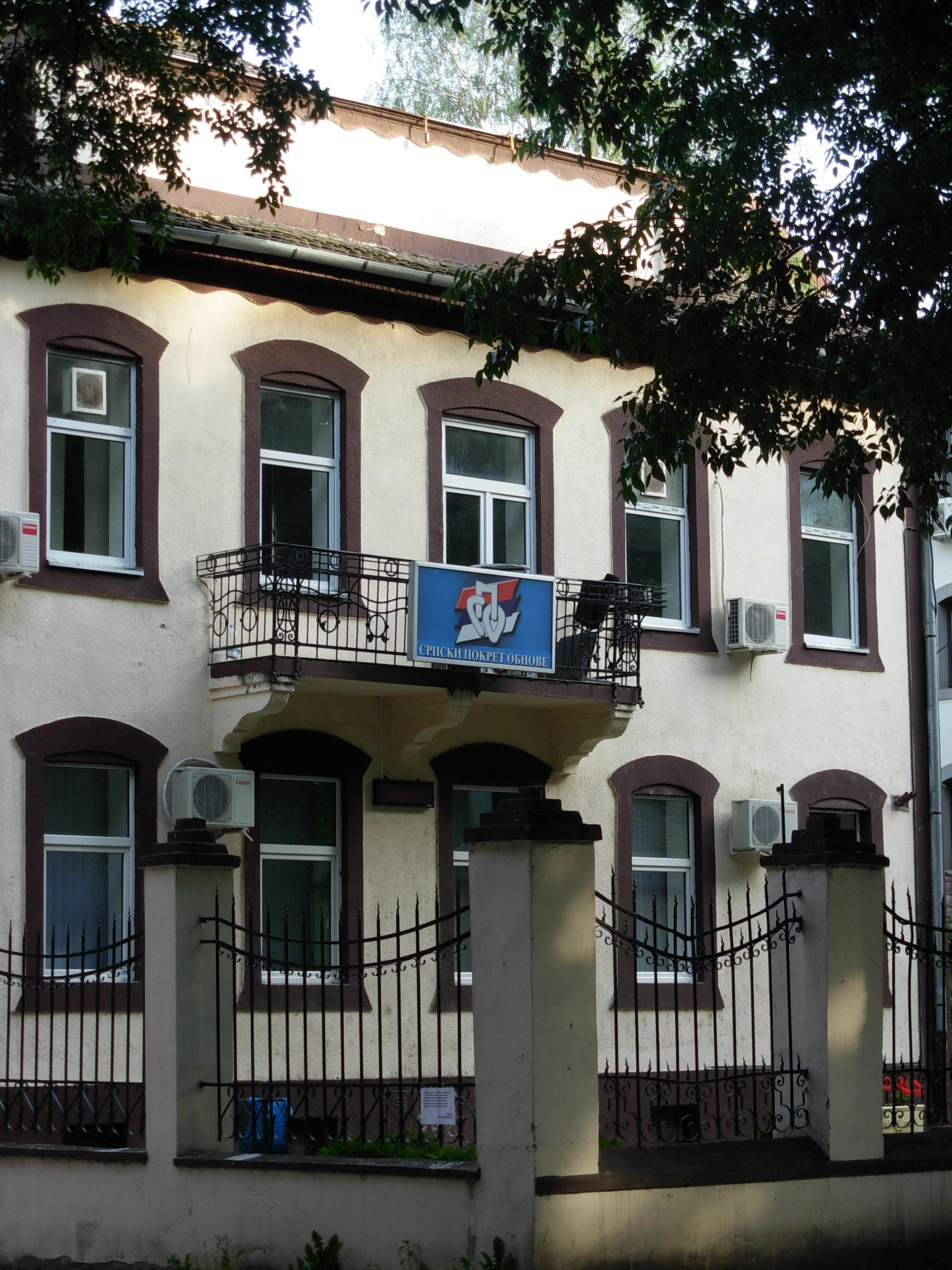
Le bureau du SPO à Novi Sad

Le Mouvement serbe du renouveau (SPO) est fondé le 14 mars 1990 à Belgrade ; l'écrivain Vuk Drašković en est élu président. Le programme du parti se caractérise alors par son extrémisme serbe, destiné à contrecarrer d'autres extrémismes en Yougoslavie et particulièrement « l'extrémisme anti-yougoslave et anti-serbe en Croatie ». En revanche, peu après, Drašković et son entourage déclarent renoncer à la politique « de la blessure amère et de l'herbe amère » et se montrent partisans du maintien d'une Yougoslavie confédérale ou, à défaut, d'une dissolution de l'entité mais à une table de négociations et non sur un champ de bataille. Le 8 juin 1990, au congrès du parti, le président est accusé de compromission avec les « ennemis historiques de la Serbie » par l'aile dure du mouvement, ce qui provoque une scission conduisant à la création du Parti radical serbe (SPS) au début de l'année 1991.
En 1996, le SPO fait partie de la coalition « Zajedno » et met en cause les élections fédérales yougoslaves et les élections locales qui agitent le pays à la fin de l'année. En 1997, le président du parti, Vuk Drašković, se présente deux fois à l'élection présidentielle mais finit à chaque fois en troisième position ; aux élections législatives, le parti se situe en troisième position pour le nombre de sièges à l'Assemblée ; la même année, des dissidents du Mouvement serbe du renouveau quittent le parti et fondent Nouvelle Serbie (NS)[réf. nécessaire].
Au début de 1999, le Mouvement accepte de faire partie du gouvernement yougoslave et Drašković devient vice-premier ministre. Il participe à la délégation serbe à la Conférence de Rambouillet (février-mars), dont l'échec aboutit au bombardement de la Serbie par l'OTAN (mars-juin). Le SPO, qui appelle le gouvernement à se rendre aux forces alliées, est exclu du gouvernement et, tout le reste de l'année 1999, il participe aux manifestations de rue contre Slobodan Milošević ; mais Drašković choisit de rompre son alliance avec Zoran Đinđić, ce qui le rend suspect d'agir pour Milošević[réf. nécessaire]. Le 3 octobre 1999, il échappe à un attentat mais quatre de ses proches collaborateurs y perdent la vie.

### Années 2000

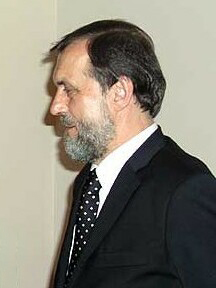
Vuk Drašković en 2004

En 2000, dans la période agitée qui caractérise les élections présidentielles et législatives de la république fédérative socialiste de Yougoslavie, perdues par Milošević, le SPO se tient à l'écart du vaste mouvement de l'Opposition démocratique de Serbie (DOS). Vojislav Mihajlović, le petit-fils du chef tchetnik Draža Mihajlović, est le candidat officiel du part ; il est opposé à Vojislav Koštunica du DOS, Slobodan Milošević, chef du Parti socialiste de Serbie (SPS), et Tomislav Nikolić, qui représente le Parti radical serbe. Le SPO essuie un revers notamment dû au fait que son électorat se reporte sur Koštunica, un nationaliste conservateur qui apparaît comme susceptible d'écarter Milošević du pouvoir.

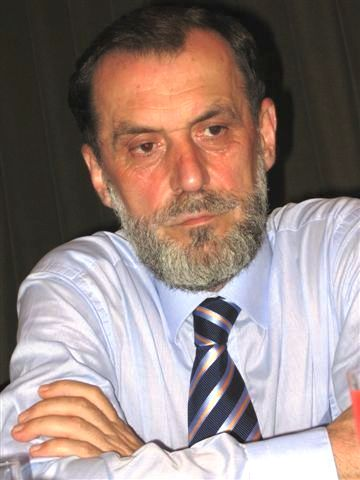
Vuk Drašković à Varsovie en 2006

Après les manifestations du 5 octobre 2000, le SPO participe à un gouvernement d'union nationale présidé par Zoran Đinđić. En décembre 2000 ont lieu des élections législatives ; le Mouvement serbe du renouveau se présente indépendamment de la coalition de l'Opposition démocratique de Serbie et obtient 141 296 voix, soit 3,8 % des suffrages ; de ce fait, le parti, qui constituait auparavant l'une des plus grandes forces d'opposition au régime dans le pays, n'obtient aucun siège à l'Assemblée nationale. 

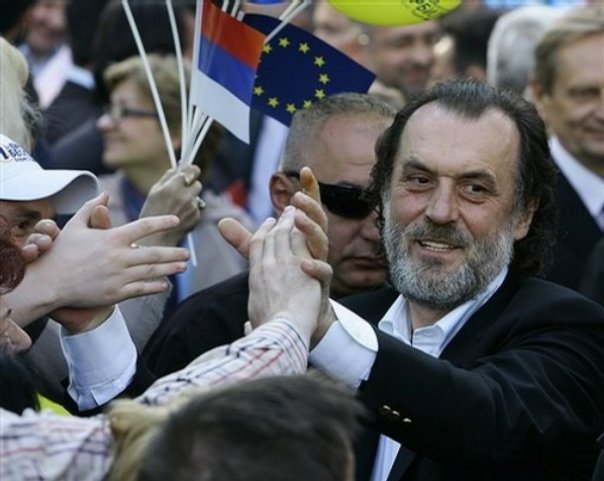
Vuk Drašković en 2008

Aux élections législatives serbes de 2003, le Mouvement forme une coalition avec le parti Nouvelle Serbie (NS) de Velimir Ilić. La coalition obtient 293 082 voix, soit 7,66 % des suffrages, et 22 sièges, dont 13 sont attribués au SPO. Mais, à la suite d'une scission à l'intérieur du parti, 9 députés rejoignent le Mouvement démocratique serbe du renouveau (SDPO) nouvellement formé. L'un des quatre députés restants quitte à son tour le mouvement et rejoint Bogoljub Karić qui vient de fonder le Mouvement Force de la Serbie (PSS).
Entre 2004 et 2006, Vuk Drašković est ministre des Affaires étrangères de la Serbie-et-Monténégro[réf. nécessaire].
Aux élections législatives du 21 janvier 2007, le SPO, qui fait cavalier seul, obtient 134 147 voix, soit 3,33 % des suffrages, ce qui ne lui permet pas d'être représenté à l'Assemblée.
À l'élection présidentielle de janvier-février 2008, le SPO apporte son soutien à Velimir Ilić, présenté par Nouvelle Serbie. En revanche, pour les élections législatives anticipées du 11 mai 2008, le parti rejoint la coalition « Pour une Serbie européenne » conduite par Dragoljub Mićunović, membre du Parti démocratique, et soutenue par Boris Tadić. La liste obtient 38,40 % des suffrages et 102 représentants à l'Assemblée, dont 4 pour le SPO. Parallèlement, Srđan Srećković, du SPO, est ministre de la Diaspora dans les gouvernements présidés par Mirko Cvetković.

### Années 2010
Les élections générales de 2012 en Serbie sont marquées par un nouveau changement d'alliance pour le Mouvement serbe du renouveau. Aux élections législatives du 6 mai 2012, le SPO participe à la coalition politique Preokret emmenée par Čedomir Jovanović, le président du Parti libéral-démocrate, et qui compte aussi notamment l'Union sociale-démocrate (SDU) et Serbie riche (BS), ; la coalition obtient 6,53 % des suffrages et 19 députés ; le SPO constitue un groupe parlementaire de 5 députés avec le Parti démocrate-chrétien de Serbie (DHSS) ; le groupe est présidé par Aleksandar Jugović.

## Organisation
- Présidence
  - Vuk Drašković, président
  - Mirko Čikiriz, vice-président
  - Žika Gojković, vice-président
  - Aleksandar Jugović, vice-président
  - Aleksandar Čotrić, vice-président
  - Zoran Milenković, vice-président
  - Aleksandra Kojić, secrétaire général
  - Nemanja Starović, porte-parole
  - Aleksandar Cvetković, directeur
  - Radomir Janićijević
  - Spasoje Krunić
  - Vladimir Jelić
  - Ranđel Nojkić
  - Milan Đukić
  - Snežana Miljanić
  - Milan Urošević
  - Dragan Jaraković
  - Predrag Milačić
  - Danilo Đukić
  - Dragan Kojadinović
  - Miloš Žikić

## Groupe parlementaire (2002)
- Olgica Batić, Parti démocrate-chrétien de Serbie (DHSS), vice-présidente du groupe parlementaire
- Mirko Čikiriz
- Aleksandar Čotrić
- Žika Gojković
- Aleksandar Jugović, président du groupe parlementaire